# Leo Reiners
Leonhard Reiners (* 24. Dezember 1898 in Viersen; † 24. August 1958 in Herne) war ein deutscher Journalist, Beamter und Heimatforscher.

## Leben
Als Sohn des Werkmeisters Gerhard Reiners und dessen Frau Katharina siedelte er als Kind 1904 nach Krefeld um wo er von 1905 bis 1909 die katholische Volksschule besuchte. Noch vor dem Abschluss der Oberrealschule wurde er 1916 zur Teilnahme am Ersten Weltkrieg eingezogen. Durch eine schwere Erkrankung dienstuntauglich kehrte er im Februar 1918 als Ersatzsoldat ins Ausbildungslager Sennelager zurück und bestand seine Reifeprüfung während eines Erholungsaufenthaltes an seiner alten Schule. Nach seiner Entlassung aus dem Militärdienst im April 1919 und einer kurzen Hilfslehrtätigkeit in Haaren (Waldfeucht) (Mai 1919-März 1920) legte er am Gymnasium in Lingen (Ems) die humanistische Ergänzungsprüfung ab und nahm das Studium der Philosophie, Theologie sowie der Literatur- und Kunstgeschichte an der Universität Münster und später in Bonn auf.
Während seines Studiums arbeitete er vom 8. August bis 20. September 1923 für die Erwerbslosenfürgorge der Stadt Krefeld was ihm für seinen passiven Widerstand eine mehrtägige Untersuchungshaft bei der Belgischen Besatzungsmacht eintrug. 1927 promovierte er zum Dr. phil mit der Dissertation Phänomenologie und Metaphysik der Liebe bei Malebranche.
Seit Juni 1925 redigierte er beim Thomas-Verlag in Kempen das Niederdeutsche Tageblatt und das Thomasblatt und wurde Ende Juni 1927 als Redakteur des Herner Anzeigers eingestellt. Nachdem 1933 seine Arbeitsmöglichkeiten auf kommunalpolitisch und kulturpolitischen Gebiet stark eingeschränkt wurden, erforschte und veröffentlichte er zahlreiche Aufsätze zur Geschichte der Stadt Herne im Herner Anzeiger. Am 8. September 1939 wurde er zum Kriegsdienst in Verwendung als Hauptfeldwebel im Lazarettdienstin Hamm eingezogen (Beendigung seines Vertrages beim Verlag zum 31. Mai 1941) und zum Ende des Krieges, nach kurzem Gefangenenlager, am 28. Mai 1945 entlassen. Seine Heimat blieb Herne und so wurde er ab 26. August 1945 bis zu seinem Tod der erste Leiter des Kultur- und Presseamtes (bis 1956) der Stadt Herne.
Er war Mitglied der CDU.
Leo Reiners heiratete am 16. Januar 1929 Elfriede Reuschel. Sie hatten gemeinsam zwei Söhne und eine Tochter.

## Schriften
- (mit Karl Brandt): Chronik der Stadt Herne, Herne 1938.
- Die "Bücherei des Deutschen Ostens" in Herne, Herne 1952.
- Herne 1945-1950: 5 Jahre Wiederaufbau, Herne 1953.
- Herne stellt sich vor: Gästen und Freunden der Stadt gewidmet. Herne 1956.
- Fünfzig Jahre Strassenbahn Herne-Castrop-Rauxel: 120 Jahre Herner Nahverkehr, Herne 1956.